# The Two Sisters (film 1913)
The Two Sisters è un cortometraggio muto del 1913. Il nome del regista non viene riportato. Interpretato da Florence La Badie, Jean Darnell e William Garwood, il film venne distribuito dalla Mutual Film nel 1913.

## Produzione
Il film fu prodotto dalla Thanhouser Film Corporation.

## Distribuzione
Distribuito dalla Mutual Film, uscì nelle sale cinematografiche USA il 21 febbraio 1913.